# Gabriela Konevska-Trajkovska
Gabriela Konevska-Trajkovska (Macedonisch: Габриела Конеска-Трајковска) (Skopje, 29 mei 1971 - aldaar, 10 februari 2010) was een Macedonische politica.
Konevska studeerde rechten aan de Universiteit van Skopje en werkte sinds 1993 als journaliste bij de Macedonische televisie. Zij werd voorzitter van Transparentnost, een niet-gouvernementele anti-corruptie-organisatie. Van 2006 tot 2008 was zij vice minister-president in de regering van Nikola Gruevski, waar zij de verantwoordelijkheid droeg voor de integratie van Macedonië in de Europese Unie.
Gabriela Konevska-Trajkovska overleed op 38-jarige leeftijd aan een ernstige ziekte.

## Bron
- Dit artikel of een eerdere versie ervan is een (gedeeltelijke) vertaling van het artikel Gabriela Konevska-Trajkovska op de Duitstalige Wikipedia, dat onder de licentie Creative Commons Naamsvermelding/Gelijk delen valt. Zie de bewerkingsgeschiedenis aldaar.